# Polist
Der Polist (russisch Поли́сть) ist ein linker Nebenfluss der Lowat in den russischen Oblasten Pskow und Nowgorod.
Der Polist hat seinen Ursprung in dem 31,6 km² großen See Polisto in der Oblast Pskow. Von dort fließt er in nordnordöstlicher Richtung durch die Verwaltungsbezirke Poddorje und Staraja Russa im Südwesten der Oblast Nowgorod. 
Der Fluss verläuft weitgehend durch ein Hochmoorgebiet.
22 km oberhalb der Mündung passiert er die Mittelstadt Staraja Russa. Dort trifft die Porusja von rechts auf den Polist.
Der Polist mündet schließlich linksseitig in die Lowat, 15 km oberhalb dessen Mündung in den Ilmensee.
Der Polist hat eine Länge von 176 km. Er entwässert ein Areal von 3630 km².
Er wird überwiegend von der Schneeschmelze gespeist.
Der mittlere Abfluss beträgt 22 m³/s.
Zwischen Ende November und Mitte April ist der Fluss eisbedeckt.
Der Polist wurde zumindest früher zum Flößen genutzt. Bis Staraja Russa ist der Fluss schiffbar.